# لي يان
لي يان (بالصينية: 李岩) (19 يوليو 1984 بباودينغ في الصين - ) هو لاعب كرة قدم صيني في مركز الوسط. لعب مع غوانغجو إفرغراند تاوباو ونادي غوانغجو آر أند إف وBaoding Yingli ETS F.C. ‏ وGuangzhou Matsunichi F.C. ‏.

## وصلات خارجية
- لي يان على موقع قاعدة بيانات كرة القدم.إي يو (الإنجليزية)
- لي يان على موقع Soccerway.com (الإنجليزية)